# Руперт фон Урзин
Руперт фон Урзин (на немски: Rupert von Ursin; † 17 юли сл. 1130) е благородник, господар на Урзин или замък Ирзе (при Кауфбойрен) в Швабия/Бавария и от ок. 1130 г. монах в манастир Отобойрен. От него произлизат по-късните графове и маркграфове „фон Урзин-Ронсберг“. Той е дядо на Готфрид († 7 октомври 1194), патриарх на Аквилея (1182 – 1194).

## Биография
Господарите фон Урзин живеят от ок. 980 г. в замък Ирзе. Той е син на Регинхарт III фон Урзин († 1101/1102) и съпругата му Ирмгарт († 12 октомври сл. 1102). Брат е на Ото фон Райхен.
Баща му е фогт на манастир Отобойрен и има голямото доверие от Велф III († 1055) от швабския клон на фамилята Велфи, херцог на Каринтия и маркграф на Верона.
Руперт фон Урзин дарява на църквата в Аугсбург ок. 1060 г. имение в Хазелах при Ирзе. Той участва през 1123 г. в похода на император Хайнрих V († 1125) против швабите. Руперт фон Урзин става 1130 г. той става монах в манастир Отобойрен.
Синовете му Готфрид и Руперт си построяват замък Ронсбург над селището Ронсберг и се наричат веднага Ронсберг. Ок. 1130 г. род Урзин мести центъра си в Ронсберг и оттогава се нарича на новия си замък „господари“, по-късно „графове фон Ронсберг“. Ок. 1147 г. синът му Готфрид I фон Ронсберг получава графската титла от крал Конрад III от род Хоенщауфен (германски крал 1138 – 1152).

## Фамилия
Руперт фон Урзин се жени за Ирмингард фон Калв († 13 януари 11??). Те имат пет деца:
- Руперт фон Марщетен и Ронсбург († сл. 1166), баща на граф Готфрид фон Марщетен († сл. 1195)
- Адалберт фон Урзин († 11 януари 1152)
- Готфрид I фон Ронсберг († 3 април 1166/1172, погребан в Отобойрен), граф на Ронсберг, женен за Кунигунда Баварска († 2 октомври 1140/1147), дъщеря на херцог Хайнрих X от Бавария и Саксония, маркграф на Тоскана († 1139); баща на Готфрид († 7 октомври 1194), патриарх на Аквилея (1182 – 1194)
- Регинхарт фон Ронсберг († сл. 1140)
- дъщеря фон Ронсберг, омъжена за Диемо I фон Гунделфинген († сл. 1150/сл. 1172)